# Prunus cerasoides
Prunus cerasoides är en rosväxtart som beskrevs av David Don. Prunus cerasoides ingår i släktet prunusar, och familjen rosväxter.

## Underarter
Arten delas in i följande underarter:
- P. c. rubea
- P. c. campanulata
- P. c. tibetica
- P. c. majestica
- P. c. cerasoides

## Bildgalleri

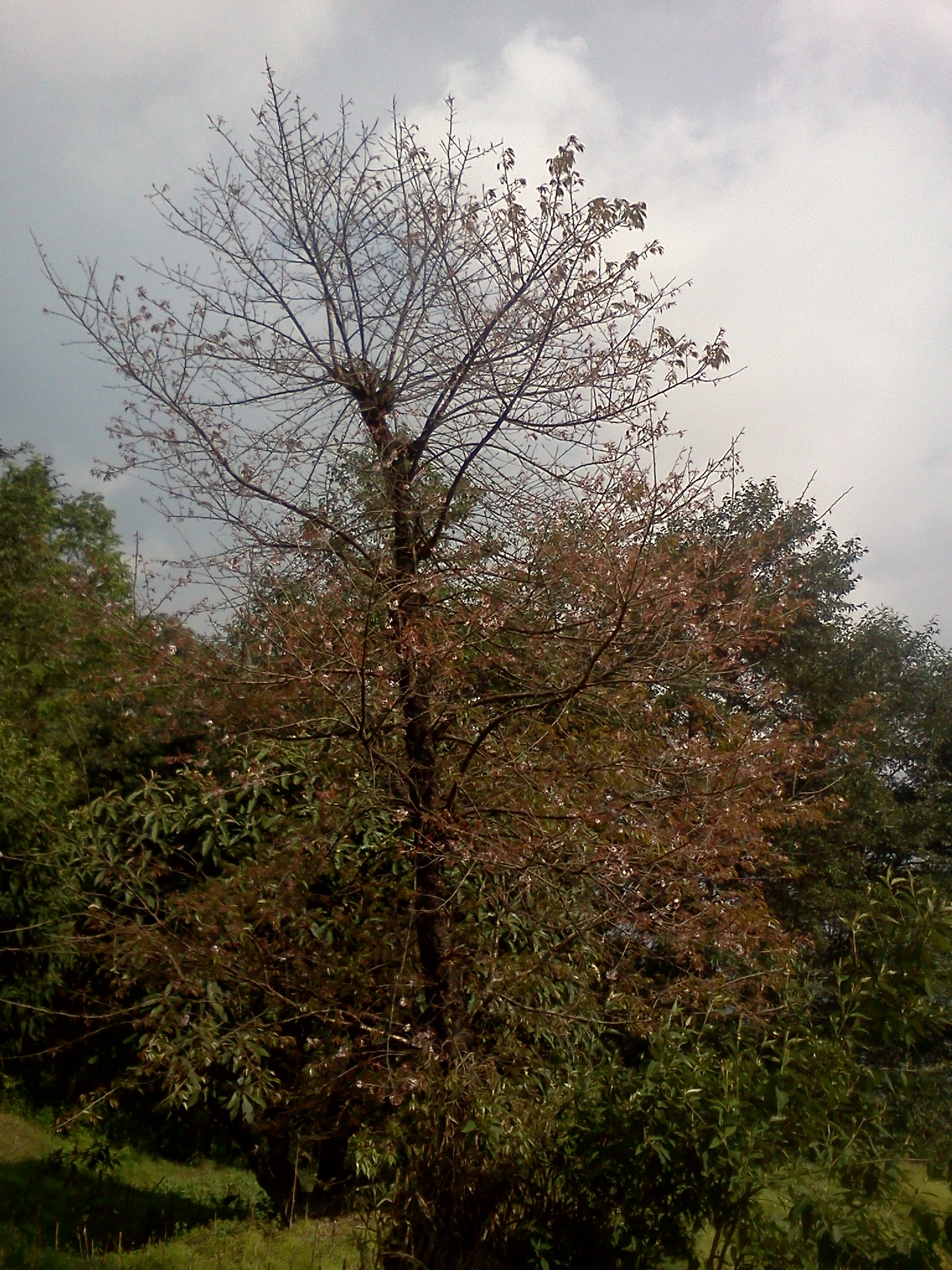
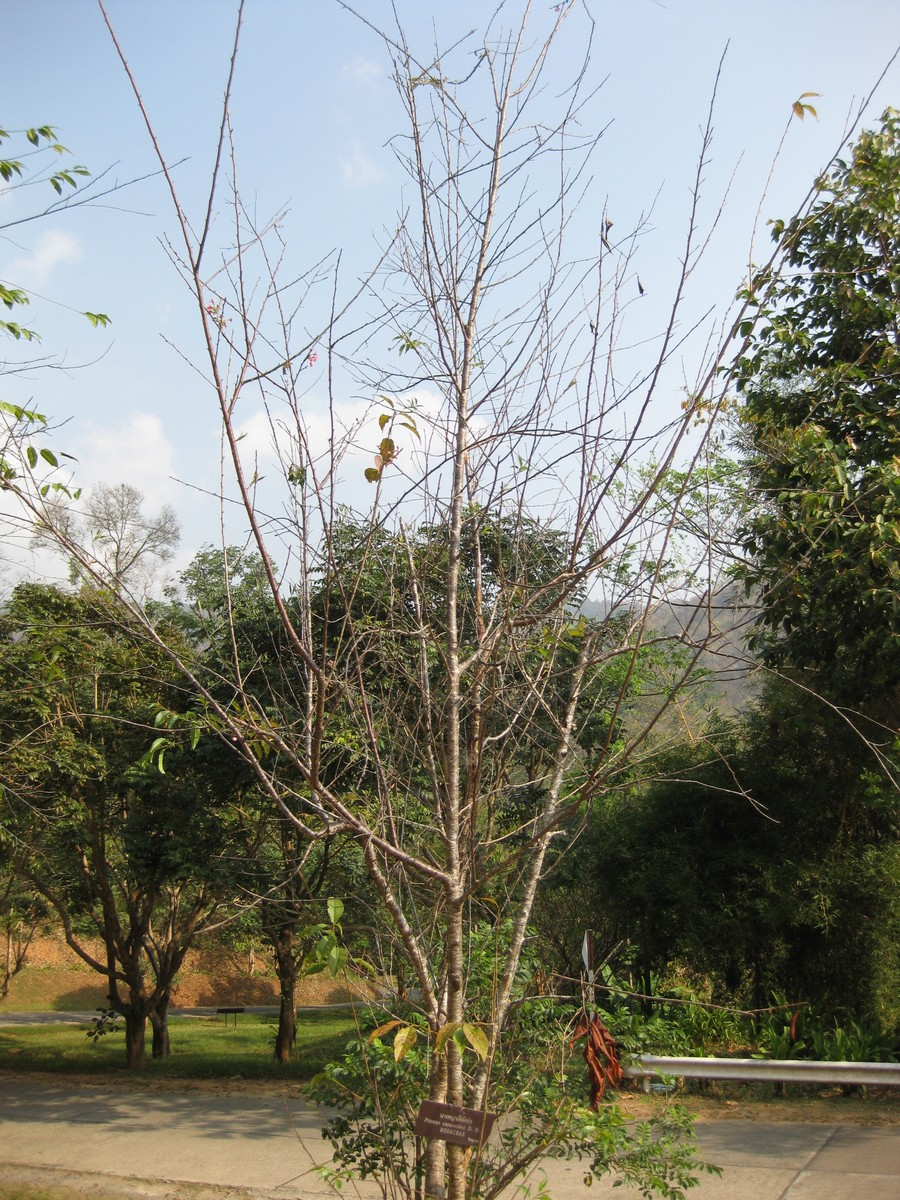
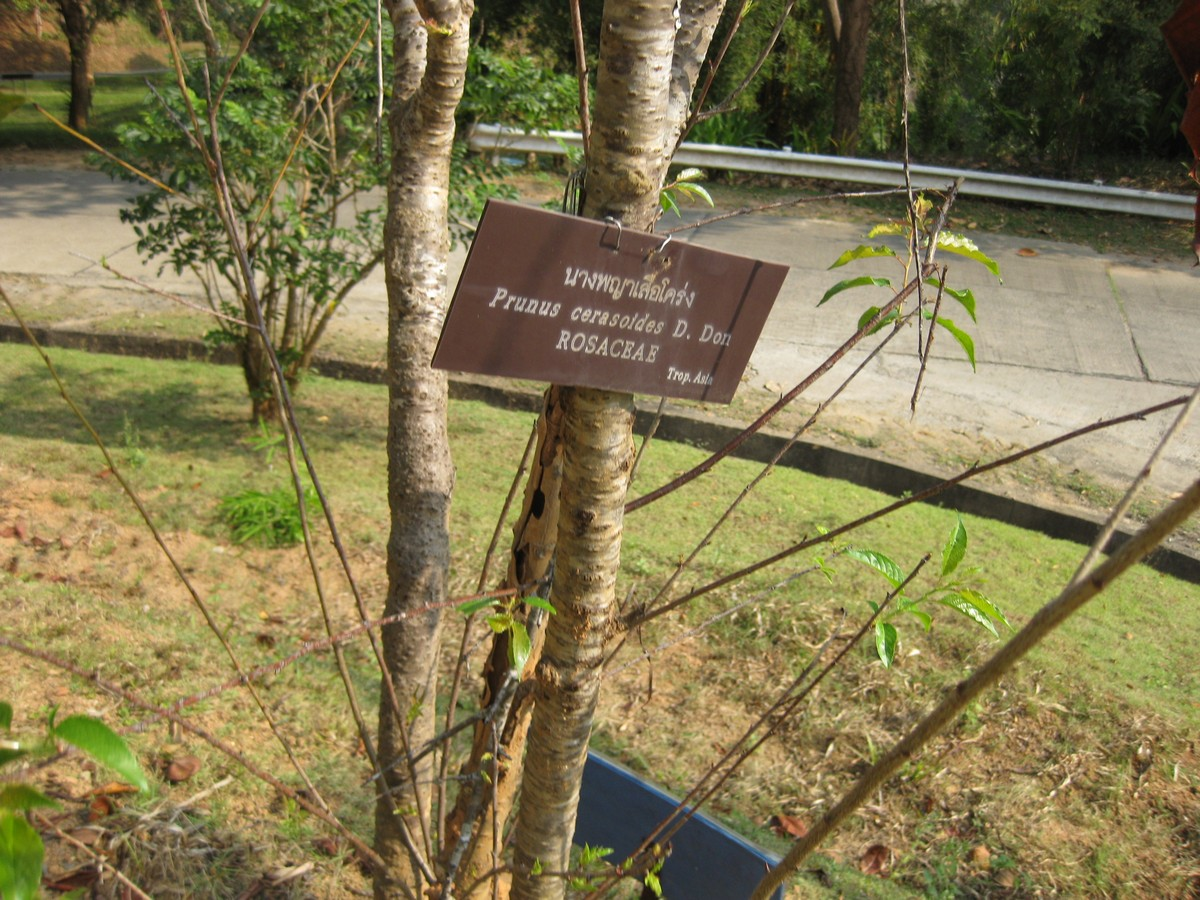
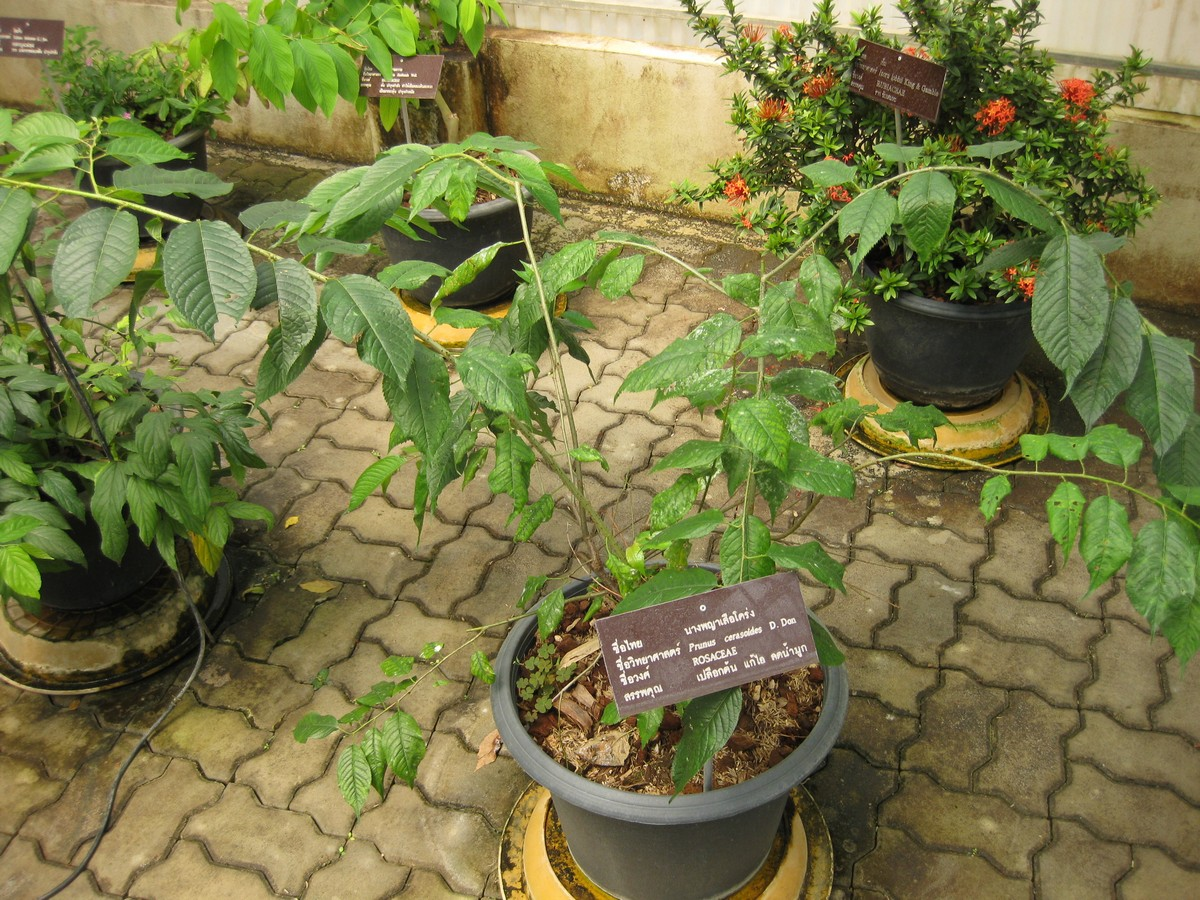
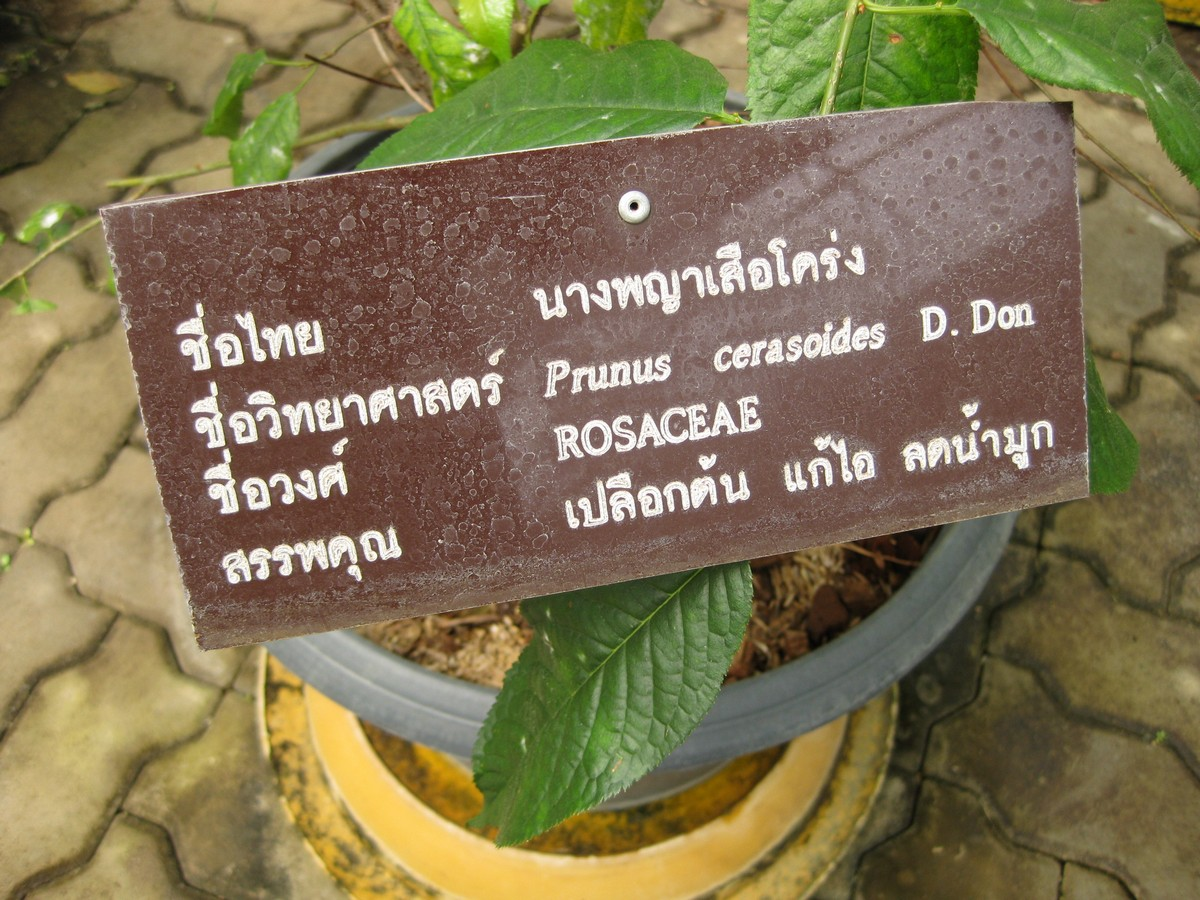
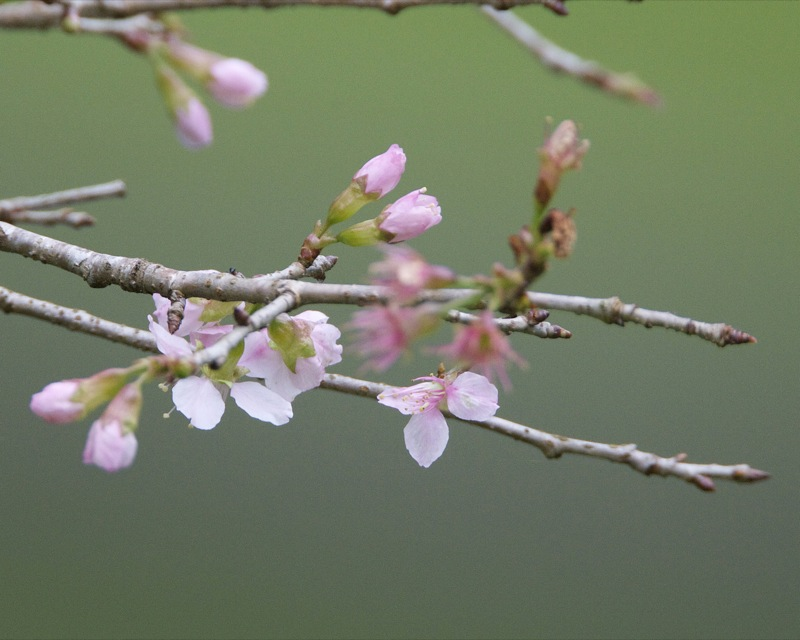